# Schiffswerft Johann Hupp
Die Schiffswerft Johann Hupp war eine Binnenschiffswerft in Eibelstadt, die von 1940 bis 1968 bestand. Sie war die bedeutendste Werft für Fahrgastschiffe am Main und baute daneben Frachtschiffe, Fähren, Schleppkähne, Arbeitsschiffe und Pontons.

## Geschichte
Bereits vor seinem Umzug nach Eibelstadt im Jahr 1940 hatte der gelernte Schiffbaumeister Johann Hupp (1905–1991) mit Karl Stühler, der zuvor mit seinem Vater die spätere Schiffswerft Neckermann & Hofmann in Würzburg geführt hatte, 1936 einen eigenen kleinen Werftbetrieb aufgebaut. Die als Reparaturwerft tätige Firma war in Heidingsfeld – seit 1930 ein Stadtteil von Würzburg – angesiedelt und firmierte unter dem Namen „Stühler & Hupp“. Neben der Reparaturtätigkeit sollen dort auch einige Fähren und Schlepper gebaut worden sein. Nach dem Ausscheiden von Johann Hupp führte Karl Stühler den Betrieb noch bis etwa 1960 weiter.

Sandschöpfer und Nachen, Kreuzwertheim 1903

### Gründung und erste Jahre
Nach dem Umzug wählte Johann Hupp in Eibelstadt – im Landkreis Würzburg südlich von Würzburg gelegen – als Werftgelände ein Areal neben der damals noch betriebenen Mainmühle. Diese liegt zwischen dem Fluss und der heutigen Bundesstraße 13. Nach der Betriebsaufnahme wurden vornehmlich Boote repariert, die mit Flaschenzügen an Land gezogen wurden. Während des Zweiten Weltkrieges kamen auch Boote der Kriegsmarine dazu, die über Main und Donau zum Schwarzen Meer überführt wurden. Einzige Neubauten dieser Zeit waren Nachen, die für „Sandschöpfer“ hergestellt wurden und bis zu acht Meter lang waren. Den Krieg überdauerte die Werft unbeschadet.

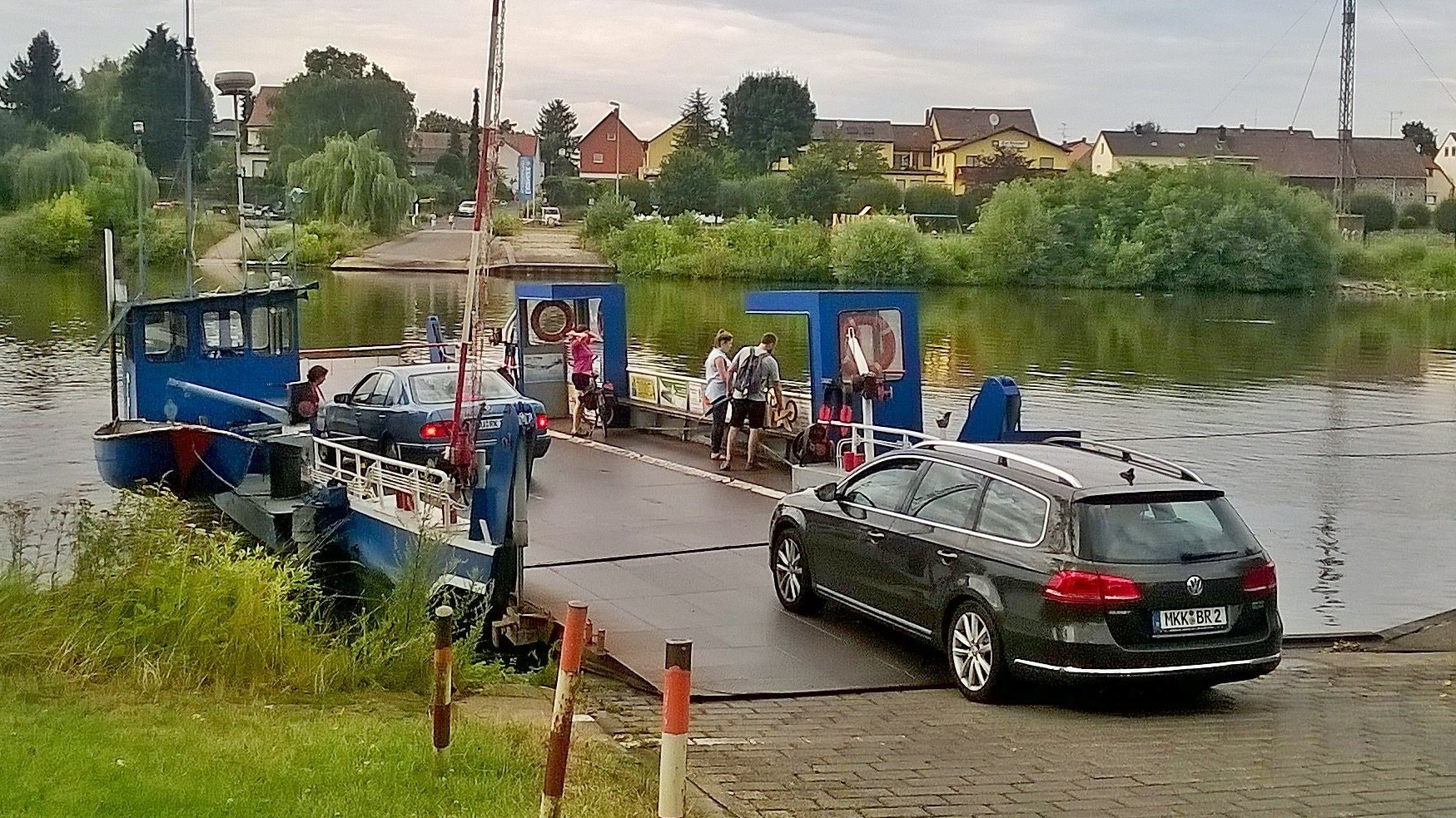
Hupp-Bauten: Mainfähre Dörnigheim

### Ausstattung und Beschäftigte
Mit der Betriebsaufnahme 1940 war die Werft einfach ausgestattet. Neben den Flaschenzügen, mit denen die Boote an Land gezogen wurden, wurde die Mainmühle als Werkstattgebäude genutzt. In ihm befanden sich eine Schmiede, eine Drehbank und das Büro. Als Belegschaft arbeiteten im Betrieb anfangs neben dem Eigentümer noch ein Lehrling und zwei französische Kriegsgefangene.
Bis in die 1950er Jahre wurde die Ausstattung erweitert, da die Werft für den Umbau von Schleppkähnen zu Motorschiffen eine Helling benötigte. Die als Querhelling ausgelegte Anlage bestand zunächst aus zwei Wagen und wurde sukzessive auf neun Wagen vergrößert. Die Gleise waren vor Aufstauen des Mains durch die Staustufe Randersacker gelegt worden und führten nach dem Aufstauen ins Wasser. Die Helling konnte so Schiffe bis zu einer Größe von ca. 80 Metern aufnehmen. Zur Ausstattung gehörte zudem ein großer Hellingskran, dessen Tragkraft offen ist. In der Hochzeit des Schiffbaus um 1960 beschäftigte das Unternehmen rund 70 Mitarbeiter.

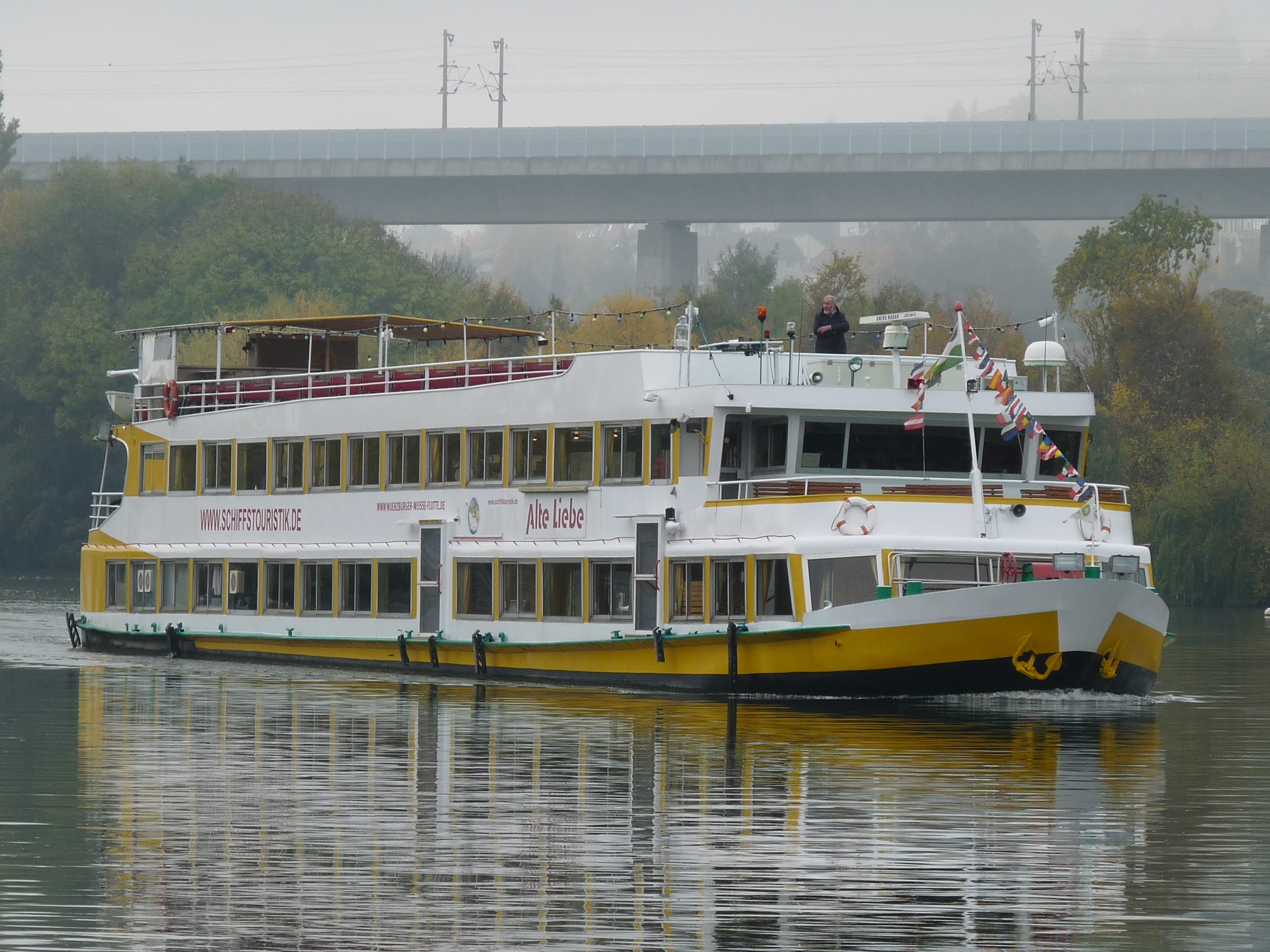
Alte Liebe

### Nebenbetrieb Fähre Eibelstadt
Ergänzend zur Werft beantragte Johann Hupp im Frühjahr 1942 den Betrieb der Mainfähre Eibelstadt – Rottenbauer mit einem kleinen Nachen zur Personenbeförderung. Die Genehmigung wurde im Juni 1943 erteilt und galt für die Dauer des Krieges. Nutzer der Fähre waren vor allem Pendler zwischen Eibelstadt und der Bahnstation Rottenbauer im damaligen Landkreis Würzburg sowie Landwirte und Bewohner mit Äckern oder Gärten auf beiden Seiten des Flusses. Am 27. Dezember 1944 stellte die Fähre den Betrieb ein und nahm ihn erst nach dem Krieg wieder auf.
Nach Kriegsende wurde der bis dahin mit einem Fährbaum gestochene oder geruderte Nachen mit einem Fährseil über den Fluss geführt. Nach Aufstauen des Mains durch die Staustufe Randersacker 1954/55 wurde der Betrieb endgültig eingestellt – es fehlte die Strömung für das Übersetzen der Fähre, gleichzeitig hatte die Nachfrage mit Reparatur der Brücken nachgelassen.

### Nachkriegsboom
Unmittelbar nach Ende des Zweiten Weltkrieges nahm die Werft die Tätigkeit zunächst mit Reparaturen wieder auf, denen bald Umbauten folgten. Aufgrund der vielen zerstörten Brücken in der Region bestand Bedarf an Fähren, mit deren Produktion die Werft bald wieder eigene Neubauten ausführte. Nach Kriegsende stellte sie zunächst Behelfsfähren her, so für Randersacker und Wipfeld, die wiederum durch Gierseilfähren ersetzt wurden. Den Fährbau führt die Werft bis in die 1960er Jahre fort; eingesetzt wurden diese unter anderem in Untertheres und Hainburg. Erhalten ist von diesen Fähren noch die zuerst in Untertheres betriebene Fähre, die zuletzt als Mainfähre Mühlheim im Einsatz war.
Der erste große Schiffsneubau war das Gütermotorschiff Alexander Kayser 1, das am 29. März 1958 vom Stapel lief – gleichzeitig wird in der Literatur dieses Schiff als letzter Bau der Hupp-Werft vor der Betriebsaufgabe 1968 genannt. Der Frachter schrieb in den 1970er Jahren noch einmal Geschichte, als er zu einem der ersten Containerschiffe für den Rhein umgebaut wurde.
Im Folgejahr baute Johann Hupp das erste Fahrgastschiff der Werft. Auf Bestellung des Kapitäns und Reeders Adolf Nauheimer aus Frankfurt am Main lieferte er 1959 die 33 Meter lange und für 290 Passagiere zugelassene Wikinger ab. In den nächsten Jahren folgten zahlreiche weitere Fahrgastschiffe, durch die die Werft bekannt wurde und von denen mehrere bis heute in Fahrt sind. Zu den noch verkehrenden Schiffen zählen etwa die Alte Liebe, Fortuna (beide Bj. 1960), Lichtenstein (1961), Undine (1963), Roselinde (1970), Schorsch (1981) oder Christl (1983).
Weniger bedeutend blieben die Frachtschiff- und Arbeitsschiffbauten der Werft. Der einzige eigenständige Neubau eines Frachtschiffes war die Alexander Kayser 1. Häufiger war die Motorisierung von Motorschubleichtern zu Motorfrachtschiffen, die zusammen mit den bis weit in die 1960er Jahre gebauten Fähren ein wesentliches Standbein der Werft bildeten. Dazu kamen die früh produzierten Motorschubboote und – vor allem in der öffentlichen Wahrnehmung – zwei Restaurantschiffe, die schiffsbautechnisch als große Pontons galten: Die Main-Kuh wurde nach der Fertigstellung nach Würzburg verholt, wo sie 2021 noch lag, bei der Main-Bär ist unklar, ob sie für einen Liegeplatz in Frankfurt am Main oder dem benachbarten Offenbach am Main gebaut wurde. Später wurde das Schiff nach Nürnberg verbracht. Ergänzt wurde der Werftbetrieb durch die Verschrottung von Schiffen.

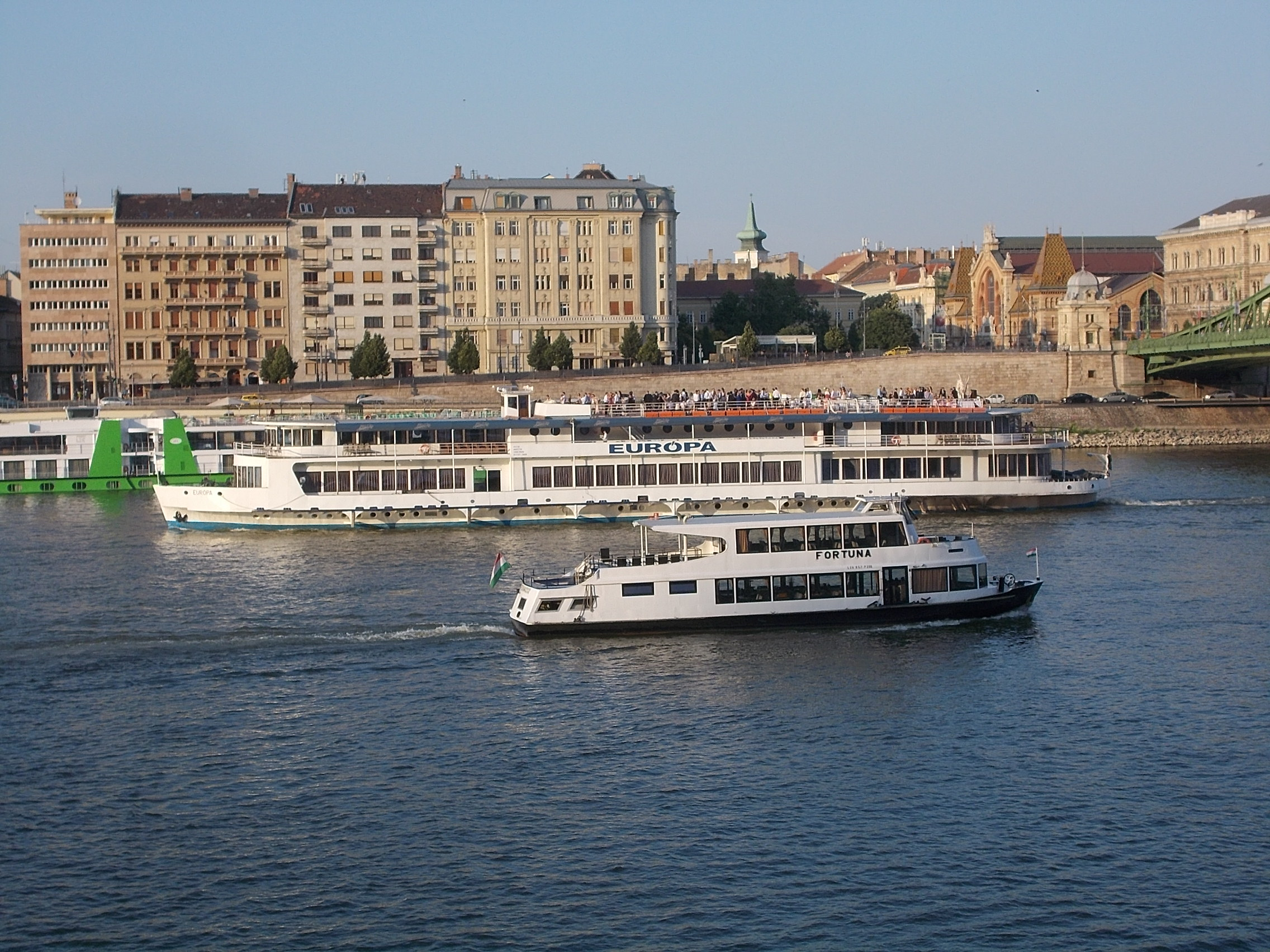
Fortuna
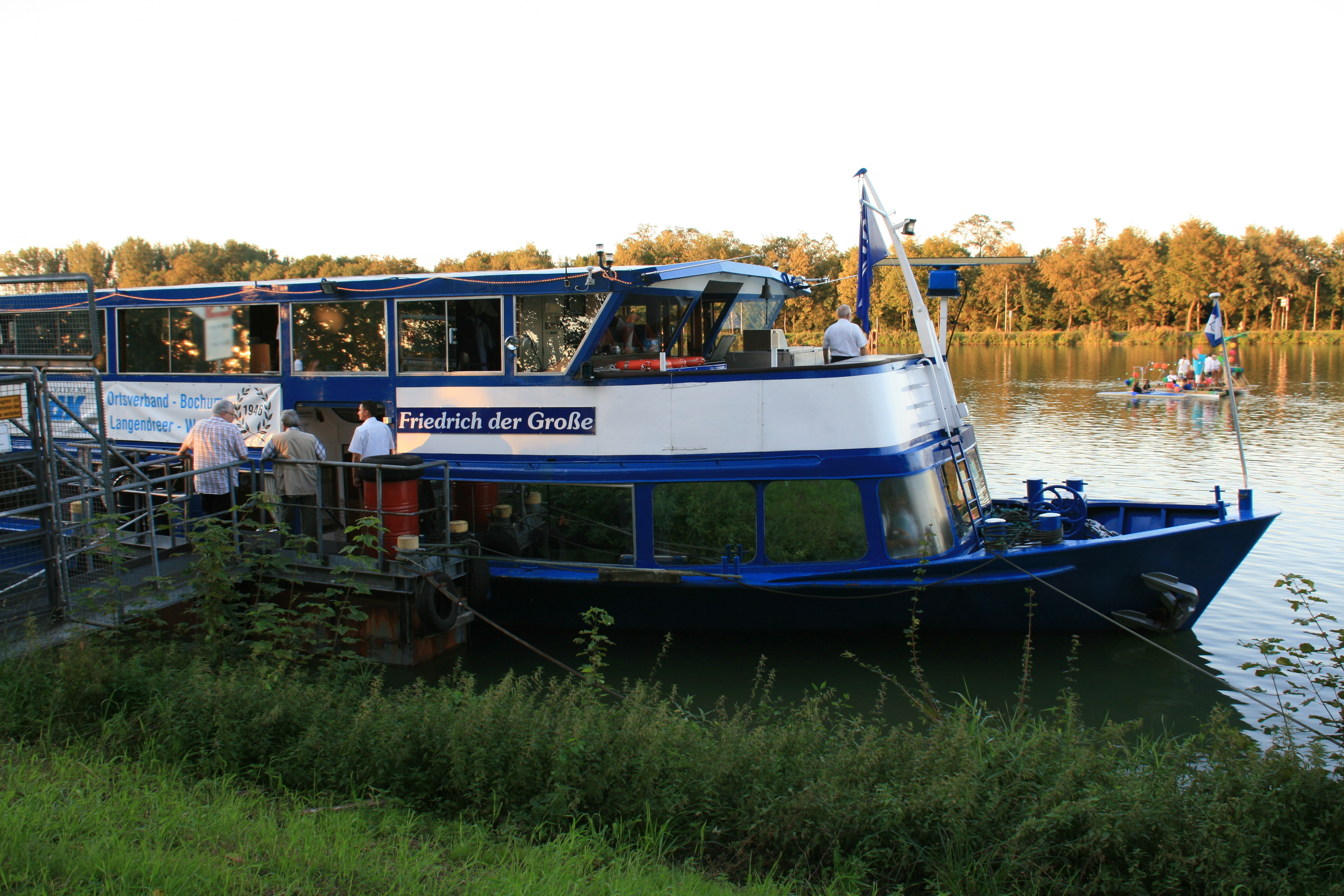
Die frühere Lichtenstein
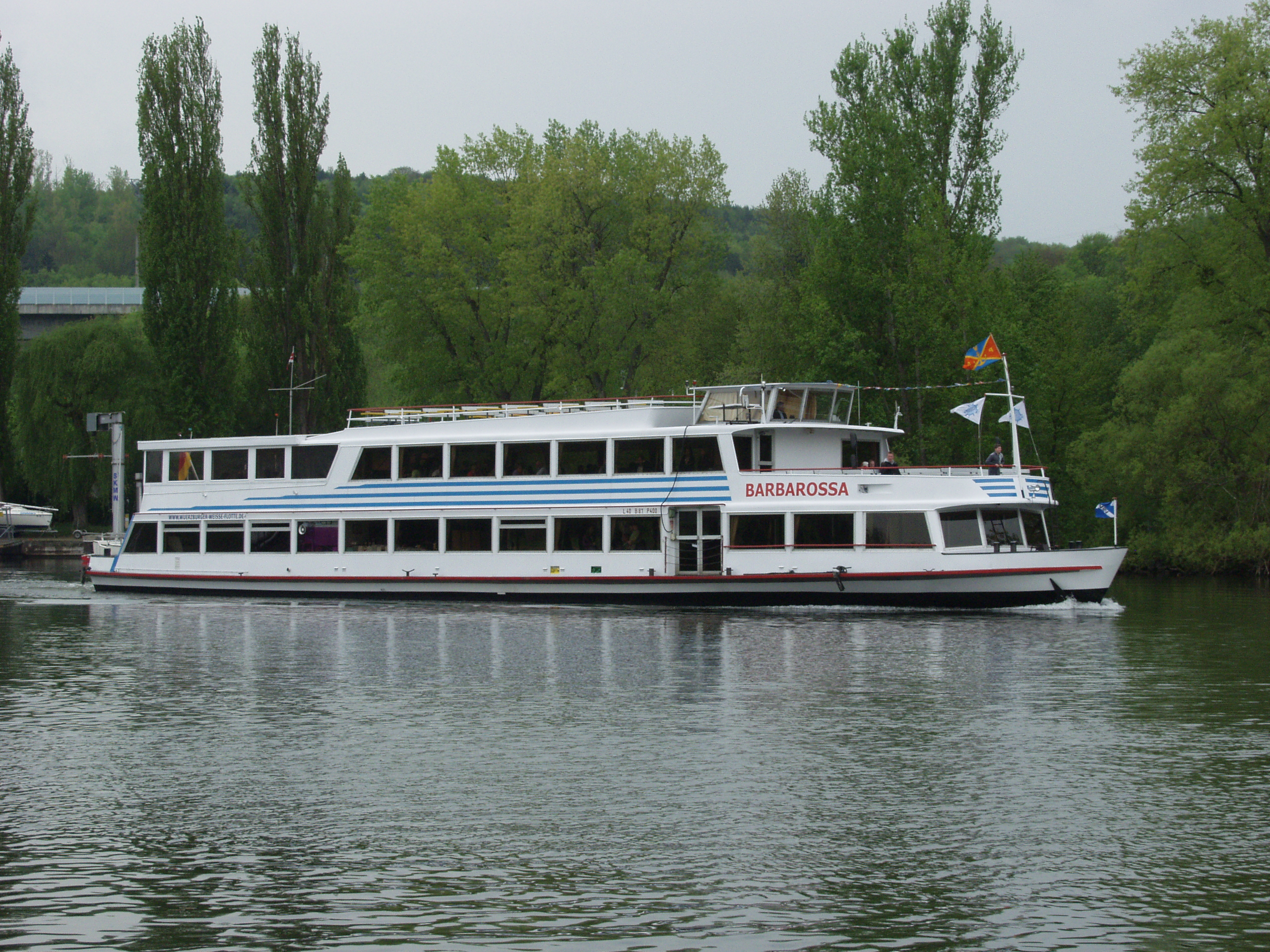
Die frühere Roselinde
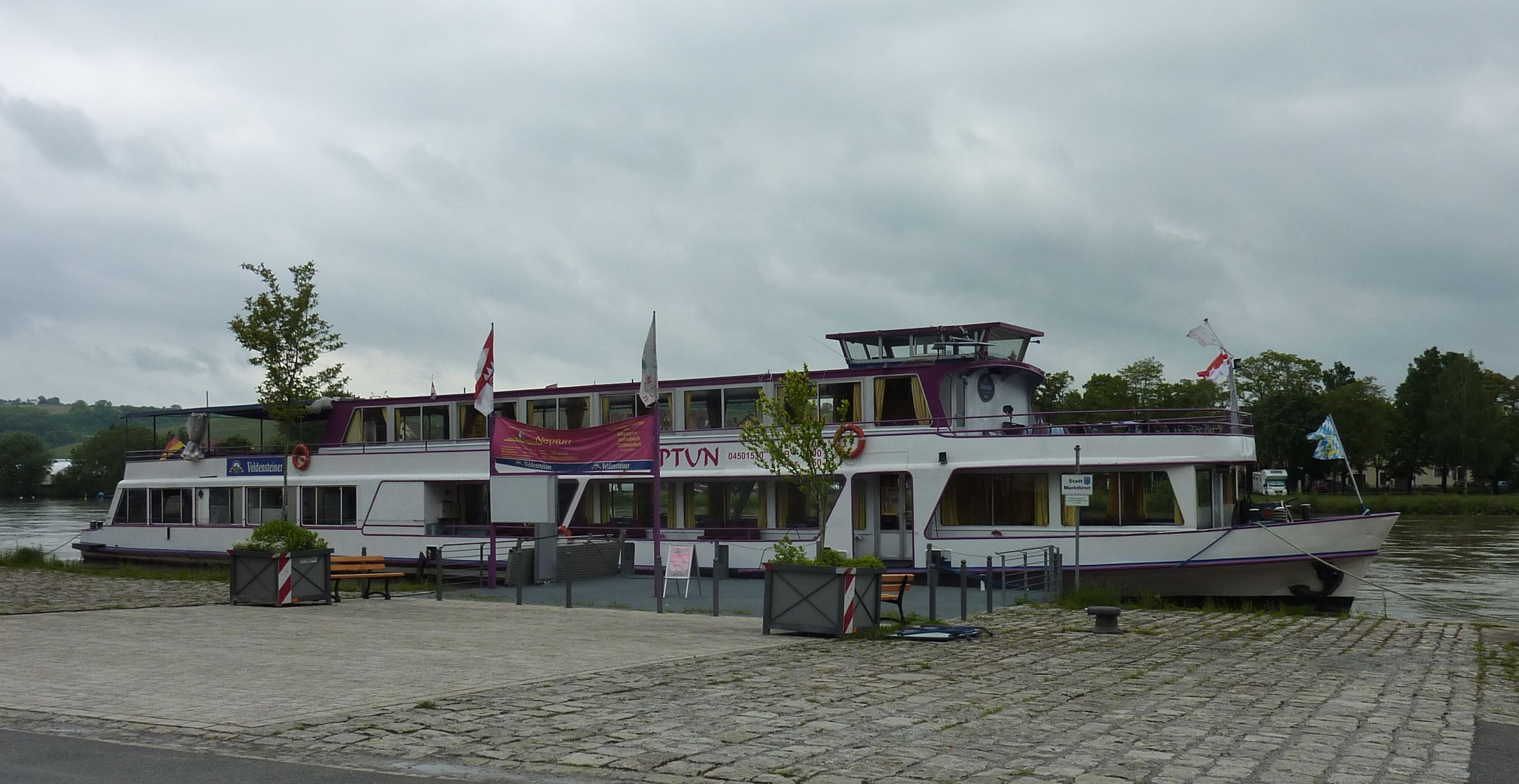
Neptun in Marktbreit

### Ende des Werftbetriebes Johann Hupp
Der Auftragsboom der Werft hielt etwa zehn Jahre an. Als in der zweiten Hälfte der 1960er Jahre der Schiffsmarkt mit Neubauten weitgehend gesättigt war, blieben in Eibelstadt die Neubauaufträge aus. Johann Hupp, inzwischen 67 Jahre alt, stellte daraufhin den Betrieb der Werft ein, da sie alleine mit Reparaturaufträgen nicht mehr wirtschaftlich zu betreiben war und der Kundenkreis überwiegend aus der Region – dem oberen Main-Bereich – stammte.

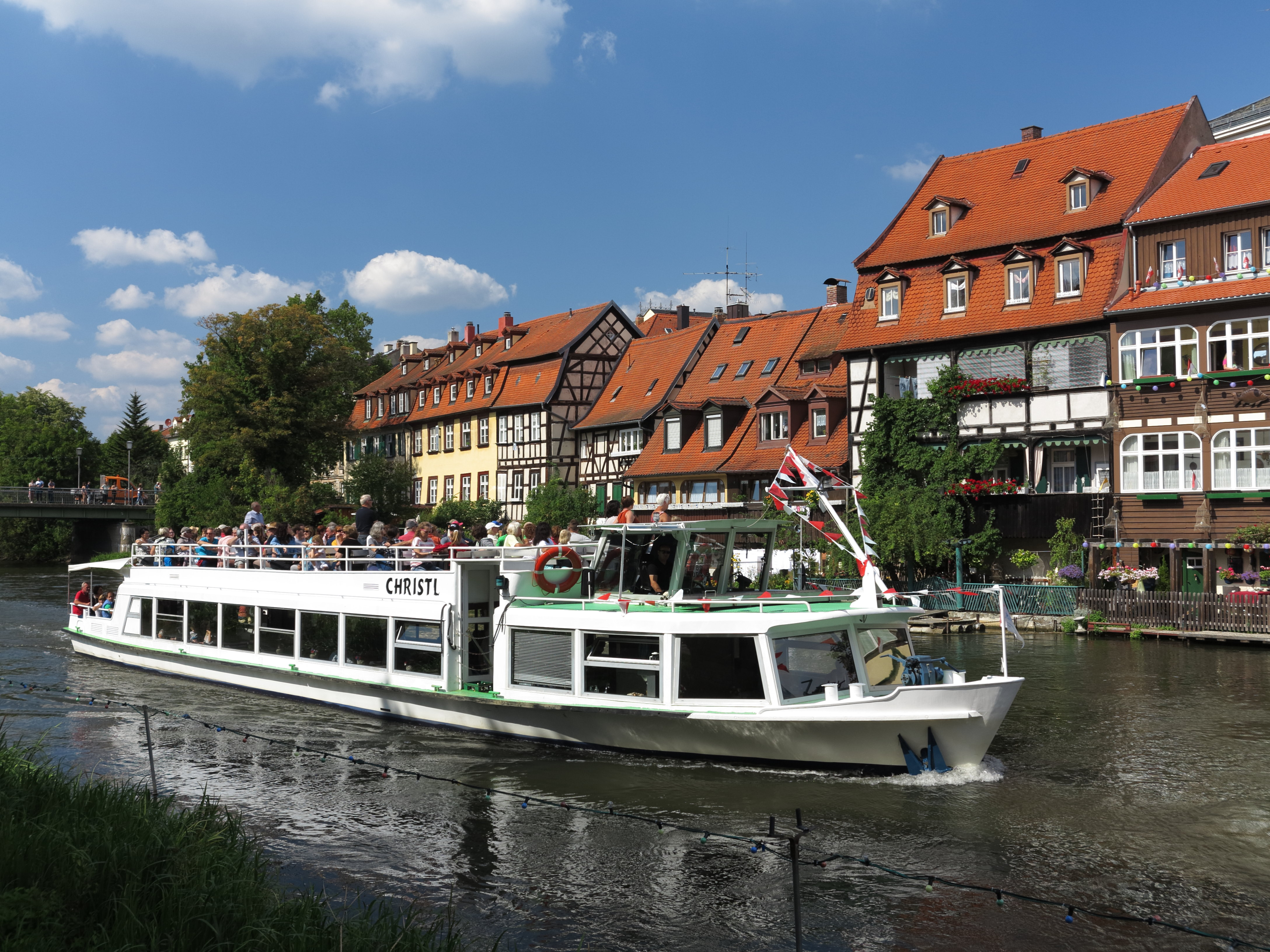
Letzter Neubau: Christl

## Nachfolgeunternehmen und spätere Nutzung des Geländes
Nach der Betriebsaufgabe von Johann Hupp übernahm der Schrotthändler Heinz Lewandowski das Werftgelände und führte auch Schiffsabwrackungen durch. In Eigenregie bauten und reparierten Firmen und Schiffseigner auf dem Gelände noch einige Schiffe. In der Literatur werden diese meist noch unter dem Namen Hupp aufgeführt, zum Teil mit dem Zusatz „(Lewandowski)“. Der wahrscheinlich letzte Neubau auf dem Gelände war 1983 das Fahrgastschiff Christl.
Auch heute befindet sich auf dem Gelände der ehemaligen Werft im südöstlichen Bereich ein Schrottplatz und abgetrennt davon im nordwestlichen Teil ein Yachthafen.

## Bauliste (Auswahl)
| Name                                  | Jahr                           | Schiffstyp       | Größenangabe oder Anzahl Fahrgäste | Auftraggeber                                              | Anmerkungen |
| ------------------------------------- | ------------------------------ | ---------------- | ---------------------------------- | --------------------------------------------------------- | --- |
| ?                                     | 2. Hälfte 1940er Jahre (Umbau) | Baggerschiff     | ?                                  | ?                                                         | Umbau eines früheren Landungsbootes der Wehrmacht zu einem Sandbagger; Näheres unklar; |
| Mainfähre Randersacker – Heidingsfeld | 1946                           | Fähre            | 9 Tonnen                           | ?                                                         | Gierseilfähre, dort Einsatz bis 1950, Reste der Fähre dienen heute als Ponton im Yachthafen Ochsenfurt, an dem Boote festgemacht werden; |
| Wolfgang                              | 1954/55                        | Motorschleppboot | 13,05 Meter                        | Anton Röper Sand- und Kiesbaggerei, Würzburg              | Zugmaschine für firmeneigene und ebenfalls bei Hupp gebaute Schleppleichter wie Olga oder Karin; 1976 JBP X. , 1982 Wolfgang, 1986 Jacobus, 1997 Esther, 2009 Ithaka; |
| Anna Kaufer                           | 1956 (Umbau)                   | Schleppkahn      | 1309 Tonnen, 80,00 Meter           | Nicolaus Kaufer, Wörth am Main                            | Der 1923 wahrscheinlich auf der Werft Gustavsburg gebaute Schleppkahn wurde 1965 bei Hupp motorisiert und erhielt einen 800 PS-Motor; |
| Alexander Kayser 1                    | 1958 (1968?)                   | Frachtschiff     | 630 Tonnen, 59,00 Meter            | Alexander Kayser, Budenheim                               | in 1970er Jahren Umbau zum Containerschiff, auf 994 Tonnen und 73,50 Meter vergrößert, 2011 abgewrackt; |
| Wikinger                              | 1959                           | Fahrgastschiff   | 290 Fahrgäste, 33,00 Meter         | Adolf Nauheimer, Frankfurt am Main                        | bis zum Tod von Adolf Nauheimer 1981 in Fahrt auf Main, Rhein und Neckar; anschließend frz. Alsace, nach Brand 1989 im Folgejahr abgewrackt. |
| Olympia                               | 1960                           | Fahrgastschiff   | 200/260 Fahrgäste, 32,00 Meter     | Heidelberger Personenschiffahrt Gebr. Fischer, Heidelberg | bis 1977 auf Neckar im Einsatz, dann in die Niederlande verkauft; 2009 in Fahrt; Verbleib unklar; |
| Alte Liebe                            | 1960                           | Fahrgastschiff   | 250 Fahrgäste, 25,00 Meter         | Würzburger Personenschiffahrt, Würzburg                   | 1976 verlängert, 1987/88 erneut verlängert u. verbreitert sowie 3. Deck; 1991/92 nochmals verlängert auf 45,95 Meter; zugelassen für 850 Fahrgäste; 2021 in Fahrt; |
| Fortuna                               | 1960                           | Fahrgastschiff   | 200 Fahrgäste, 26,00 Meter         | Veitshöchheimer Fahrgastschifffahrt, Veitshöchheim        | 2007 nach Regensburg verkauft; Datum Weiterverkauf unklar; war 2016 ohne Namenswechsel in Budapest registriert; |
| Main-Kuh                              | 1960                           | Ponton           | ca. 50 Meter                       | Alfons Schneider, Würzburg                                | eins von zwei gebauten schwimmenden Restaurantschiffen, Baudatum der Frankfurter oder Offenbacher Main-Bär unbekannt; Würzburger Main-Kuh 2021 in Betrieb; |
| Lichtenstein                          | 1961                           | Fahrgastschiff   | 450 Fahrgäste, 35,00 Meter         | Neckar-Personen-Schiffahrt Bert Epple, Stuttgart          | 1979 modernisiert, 1981 neu motorisiert; 2009 als Friedrich der Große in Herne registriert und auf dem Rhein-Herne-Kanal in Fahrt; |
| Saline                                | 1961                           | Fahrgastschiff   | 92 Fahrgäste, 11,00 Meter          | Saaleschiffahrt Bad Kissingen, Bad Kissingen              | 2000 in Bad Kissingen in Fahrt; 2023 in Fahrt; |
| Martha                                | 1963                           | Fähre            | 25,45 Meter                        | ?                                                         | Gierseilfähre, die von 1963 bis 1966 zwischen Untertheres und Horhausen verkehrte; Betrieb 1966 eingestellt, 1971 nach Dörnigheim verkauft und dort nach Mühlheim im Einsatz; 2017 und endgültig 2019 stillgelegt; |
| Undine                                | 1963 (Umbau)                   | Fahrgastschiff   | 250 Fahrgäste, 36,25 Meter         | Fränkische Personenschifffahrt Würzburg, Würzburg         | das 1959 auf der Würzburger Schiffswerft Neckermann & Hofmann gebaute Schiff war ca. 1963 ausgebrannt und wurde bei Hupp neu aufgebaut; 2021 in Fahrt; |
| Mainfähre Hainburg – Krotzenburg      | 1964                           | Autofähre        | 24,93 Meter                        | ?                                                         | Gierseilfähre mit Dieselantrieb, 1999 eingestellt und Fähre in Lorch als Lorch betrieben; 2001 als Sottje II Zubringer für Campingplatz auf der Binneninsel Elbinsel Lühesand bei Stade; |
| Roselinde                             | 1970                           | Fahrgastschiff   | 400 Fahrgäste, 40,00 Meter         | Main-Personen-Schiffahrt G.Popp, Miltenberg               | 1992 an die Veitshöchheimer Fahrgastschifffahrt verkauft, dort als Barbarossa 2021 in Fahrt; |
| Neptun                                | 1974 (Umbau)                   | Fahrgastschiff   | 500 Fahrgäste, 42,00 Meter         | Main-Personen-Schiffahrt, Würzburg                        | Das Schiff wurde 1925 auf der Friedrichswerft in Einswarden gebaut und nicht – wie z. T. irrtümlich angegeben wird – bei Hupp. Die frühere Düssel (ab 1925) und Max (ab 1974) wurde wahrscheinlich 1974 bei Hupp in Eibelstadt umgebaut und für die Main-Personen-Schiffahrt verbreitert für; 1992 an die Neptun Personenschiffahrt in Nürnberg und 2018 nach Budapest verkauft; 2021 dort als Neptun in Fahrt; |
| Schorsch                              | 1981                           | Fahrgastschiff   | 1400 Fahrgäste, 65,00 Meter        | Main-Personen-Schiffahrt G. Popp, Miltenberg              | größtes auf der Werft gebautes Passagierschiff; 1992 an Reederei Henneberger in Miltenberg verkauft und als Bacchus 2021 in Fahrt; |
| Christl                               | 1983                           | Fahrgastschiff   | 238 Fahrgäste, 26,00 Meter         | Personenschiffahrt Kropf, Bamberg                         | letztes oder eines der letzten Schiffe der Werft; 1991 verlängert; 2020 in Fahrt; |